# Китка популярни песни
„Китка популярни песни“ е микс на песни на българската певица Росица Кирилова от двадесет и първия ѝ студиен албум „25 години на сцената – Като да и не“.